# Liste prominenter Mitglieder der SPD
Dies ist eine Liste prominenter SPD-Mitglieder, die durch Ämter innerhalb der Partei oder öffentliche Aufmerksamkeit außerhalb der Partei bekannt wurden.

## Derzeitige Mitglieder des SPD-Präsidiums
| Person               | Position                                  | Amtsantritt |
| -------------------- | ----------------------------------------- | ----------- |
| Bärbel Bas           | Bundesvorsitzende                         | 2025        |
| Lars Klingbeil       | Bundesvorsitzender                        | 2021        |
| Alexander Schweitzer | Stellvertretender Bundesvorsitzender      | 2025        |
| Petra Köpping        | Stellvertretende Bundesvorsitzende        | 2025        |
| Serpil Midyatli      | Stellvertretende Bundesvorsitzende        | 2019        |
| Achim Post           | Stellvertretender Bundesvorsitzender      | 2023        |
| Anke Rehlinger       | Stellvertretende Bundesvorsitzende        | 2019        |
| Tim Klüssendorf      | Generalsekretär                           | 2025        |
| Katarina Barley      | Verantwortliche für die Europäische Union | 2017        |
| Jessika Wischmeier   | Bundesgeschäftsführerin                   | 2019        |
| Dietmar Nietan       | Bundesschatzmeister                       | 2014        |

## Derzeitige Regierungschefs auf Länderebene
| Person               | Land                   | Amtsantritt |
| -------------------- | ---------------------- | ----------- |
| Dietmar Woidke       | Brandenburg            | 2013        |
| Manuela Schwesig     | Mecklenburg-Vorpommern | 2017        |
| Peter Tschentscher   | Hamburg                | 2018        |
| Andreas Bovenschulte | Bremen                 | 2019        |
| Anke Rehlinger       | Saarland               | 2022        |
| Alexander Schweitzer | Rheinland-Pfalz        | 2024        |
| Olaf Lies            | Niedersachsen          | 2025        |

## Weitere prominente sozialdemokratische Politiker der Gegenwart
- Reem Alabali Radovan, Bundesministerin für wirtschaftliche Zusammenarbeit und Entwicklung (seit 2025)
- Torsten Albig, Ministerpräsident von Schleswig-Holstein (2012–2017)
- Niels Annen, Juso-Bundesvorsitzender (2001–2004), Staatsminister im Auswärtigen Amt (2018–2021)
- Katarina Barley, Bundesministerin für Familie, Senioren, Frauen und Jugend (2017–2018), geschäftsführende Bundesministerin für Arbeit und Soziales (2017–2018), Bundesministerin der Justiz und für Verbraucherschutz (2018–2019)
- Kurt Beck, Ministerpräsident von Rheinland-Pfalz (1994–2013), SPD-Vorsitzender (2006–2008)
- Lilly Blaudszun, Jungpolitikerin und Influencerin
- Björn Böhning, Juso-Bundesvorsitzender (2004–2007)
- Hans Peter Bull, Rechtswissenschaftler, Bundesbeauftragter für den Datenschutz (1978–1983), Innenminister von Schleswig-Holstein (1988–1995)
- Herta Däubler-Gmelin, Bundesministerin der Justiz (1998–2002)
- Klaus von Dohnanyi, Bundesminister (1972–1974), Erster Bürgermeister der Freien und Hansestadt Hamburg (1981–1988)
- Malu Dreyer, Ministerpräsidentin von Rheinland-Pfalz (2013–2024)
- Franziska Drohsel, Juso-Bundesvorsitzende (2007–2010)
- Hans Eichel, Ministerpräsident Hessens (1991–1999), Bundesfinanzminister (1999–2005), förderte ab 2003 den Finanzplatz Deutschland durch Deregulierung der Eigenkapitalvorschriften bei Krediten[1]
- Björn Engholm, Bundesminister (1981–1982), Ministerpräsident von Schleswig-Holstein (1988–1993), SPD-Vorsitzender (1991–1993)
- Saskia Esken, Co-Bundesvorsitzende (2019–2025)
- Nancy Faeser, Bundesministerin des Innern und für Heimat (2021–2025), Vorsitzende der SPD Hessen (2019–2024)
- Yasmin Fahimi, SPD-Generalsekretärin (2014–2015), Vorsitzende des Deutschen Gewerkschaftsbundes (seit 2022)
- Tilman Fichter (1937–2025), Mitglied des SPD-Parteivorstands und Referent für Schulung und Bildung (1986–2001)
- Sigmar Gabriel, SPD-Vorsitzender (2009–2017), Bundesvizekanzler (2013–2018), Bundeswirtschaftsminister (2013–2017), Bundesaußenminister (2017–2018)
- Klara Geywitz, Kandidatin zum Parteivorsitz 2019, Mitglied des Landtags (2004–2019), Generalsekretärin der SPD Brandenburg (2013–2017), Mitglied des SPD-Parteivorstandes (2017–2025), Bundesministerin für Wohnen, Stadtentwicklung und Bauwesen (2021–2025)
- Franziska Giffey, Regierende Bürgermeisterin von Berlin (2021–2023), Bundesministerin für Familie, Senioren, Frauen und Jugend (2018–2021)
- Gerhard Glogowski, MdL (1978–2003), Innenminister (1990–1998), dann Ministerpräsident von Niedersachsen (1998–1999), Oberbürgermeister von Braunschweig (1976–1981, 1986–1990), Ehrenvorsitzender des SPD Bezirks Braunschweig
- Michael Guggemos, Juso-Bundesvorsitzender (1986–1988)
- Peter Hartz, war bis Juli 2005 Mitglied des Vorstands der Volkswagen AG, entwickelte die nach ihm als Hartz-Konzept benannten Arbeitsmarktreformen der frühen 2000er Jahre
- Hubertus Heil, Generalsekretär der SPD (2005–2009, 2017), stellvertretender Bundesvorsitzender (2019–2025), Bundesminister für Arbeit und Soziales (2018–2025)
- Barbara Hendricks, Bundesministerin für Umwelt, Naturschutz, Bau und Reaktorsicherheit (2013–2018)
- Bodo Hombach, erarbeitete gemeinsam mit Peter Mandelson das Strategiepapier Der Weg nach vorne für Europas Sozialdemokraten, das 1999 unter der Bezeichnung „Schröder-Blair-Papier“ bekannt wurde[2][3]
- Verena Hubertz, Bundesministerin für Wohnen, Stadtentwicklung und Bauwesen (seit 2025)
- Stefanie Hubig, Bundesministerin der Justiz und für Verbraucherschutz (seit 2025)
- Wolfgang Jüttner, Vorsitzender der niedersächsischen Landtagsfraktion (2005–2010), SPD-Spitzenkandidat für die Landtagswahl 2008 in Niedersachsen
- Petra Köpping, Kandidatin zum Parteivorsitz 2019, Sächsische Staatsministerin (seit 2014), stellvertretende Bundesvorsitzende (seit 2025)
- Reinhard Klimmt, Ministerpräsident des Saarlandes (1998–1999), Bundesminister für Verkehr (1999–2000), langjähriges Mitglied der Medienkommission
- Hannelore Kraft, Ministerpräsidentin von Nordrhein-Westfalen (2010–2017)
- Kevin Kühnert, SPD-Generalsekretär (2021–2024), Juso-Bundesvorsitzender (2017–2021)
- Jörg Kukies, Bundesminister der Finanzen (2024–2025)
- Thomas Kutschaty, stellvertretender Bundesvorsitzender (2021–2023)
- Christine Lambrecht, Bundesministerin der Verteidigung (2021–2023), Bundesministerin der Justiz und für Verbraucherschutz (2019–2021), Bundesministerin für Familie, Senioren, Frauen und Jugend (2021)
- Karl Lauterbach, Kandidat zum Parteivorsitz 2019, stellvertretender Vorsitzender der SPD-Bundestagsfraktion (2013–2019), Mitglied des Deutschen Bundestages (seit 2005), Professor für Gesundheitsökonomie an der Universität zu Köln, Bundesgesundheitsminister im Kabinett Scholz (2021–2025)
- Ralf Ludwig, Juso-Bundesvorsitzender (1991–1993)
- Heiko Maas, Bundesminister des Auswärtigen (2018–2021), Bundesminister der Justiz und für Verbraucherschutz (2013–2018), Vorsitzender der Saar-SPD (2000–2018)
- Matthias Miersch, Vorsitzender der SPD-Bundestagsfraktion (seit 2025)
- Benjamin Mikfeld, Juso-Bundesvorsitzender (1999–2001)
- Susi Möbbeck, Juso-Bundesvorsitzende (1988–1991)
- Walter Momper, Regierender Bürgermeister von Berlin (1989–1991), Präsident des Abgeordnetenhauses von Berlin (2001–2011)
- Franz Müntefering, Vizekanzler und Bundesminister für Arbeit und Soziales (2005–2007), SPD-Vorsitzender (2004/2005, 2008/2009)
- Rolf Mützenich, Vorsitzender der SPD-Bundestagsfraktion (2019–2025)
- Andrea Nahles, Bundesministerin für Arbeit und Soziales (2013–2017), erste weibliche SPD-Vorsitzende (2018/2019), erste weibliche Vorsitzende der Bundestagsfraktion (2017–2019), SPD-Generalsekretärin (2009–2013), Juso-Bundesvorsitzende (1995–1999)
- Boris Pistorius, Bundesverteidigungsminister (seit 2023), Kandidat zum Parteivorsitz 2019, Niedersächsischer Innenminister (2013–2023), Mitglied des Landtages (2017–2023), Mitglied des SPD-Parteivorstandes (seit 2017), Oberbürgermeister von Osnabrück (2006–2013)
- Matthias Platzeck, Ministerpräsident des Landes Brandenburg (2002–2013), SPD-Vorsitzender (2005/2006)
- Walter Riester, war von 1998 bis 2002 Bundesminister für Arbeit und Sozialordnung, galt jahrelang als Bundestagsabgeordneter mit den höchsten Nebeneinkünften[4]
- Jessica Rosenthal, Juso-Bundesvorsitzende (2021–2023)
- Rudolf Scharping, Ministerpräsident von Rheinland-Pfalz (1991–1994), Bundesverteidigungsminister (1998–2002), Vorsitzender der Bundestagsfraktion (1994–1998), SPD-Vorsitzender (1993–1995), Vorsitzender der Sozialdemokratischen Partei Europas SPE (1995–2001)
- Henning Scherf, Bürgermeister der Freien Hansestadt Bremen (1995–2005)
- Otto Schily, Bundesinnenminister (1998–2005)
- Ulla Schmidt, Bundesministerin für Gesundheit und Soziale Sicherung (2001–2009)
- Wolfgang Schmidt, Bundesminister für besondere Aufgaben und des Bundeskanzleramtes (2021–2025)
- Carsten Schneider, Bundesminister für Umwelt, Klimaschutz, Naturschutz und nukleare Sicherheit (seit 2025)
- Olaf Scholz, Bundeskanzler (2021–2025), Erster Bürgermeister von Hamburg (2011–2018), Bundesminister (2007–2009; 2018–2021)
- Gerhard Schröder, Bundeskanzler (1998–2005), Ministerpräsident von Niedersachsen (1990–1998), SPD-Vorsitzender (1999–2004)
- Martin Schulz, SPD-Vorsitzender (2017–2018), Präsident des Europäischen Parlaments (2012–2017), Vorsitzenden der Friedrich-Ebert-Stiftung (seit 2020)
- Svenja Schulze, Bundesministerin für wirtschaftliche Zusammenarbeit und Entwicklung der Bundesrepublik Deutschland (2021–2025), Bundesministerin für Umwelt, Naturschutz und nukleare Sicherheit (2018–2021)
- Gesine Schwan, Kandidatin zum Parteivorsitz 2019, Vorsitzende der Grundwertekommission der SPD, SPD-Kandidatin für das Amt der Bundespräsidentin 2004 und 2009
- Erwin Sellering, Ministerpräsident von Mecklenburg-Vorpommern (2008–2017)
- Ulf Skirke, Juso-Bundesvorsitzender (1984–1986)
- Rainer Speer, Finanzminister von Brandenburg (2004–2009), Innenminister von Brandenburg (2009–2010)
- Ralf Stegner, Kandidat zum Parteivorsitz 2019, stellvertretender Bundesvorsitzender (2014–2019)
- Peer Steinbrück, war von 2002 bis 2005 Ministerpräsident des Landes Nordrhein-Westfalen, von 2005 bis 2009 Bundesminister der Finanzen und stellvertretender Bundesvorsitzender der SPD
- Frank-Walter Steinmeier, Kanzleramtschef (1999–2005), Fraktionsvorsitzender der SPD-Bundestagsfraktion (2009–2013), Bundesaußenminister (2005–2009 und 2013–2017), Bundespräsident (seit 2017)
- Ludwig Stiegler, Landesvorsitzender der bayerischen SPD (2004–2009), Fraktionsvorsitzender der SPD-Bundestagsfraktion (2002)
- Wolfgang Thierse, Bundestagspräsident (1998–2005), Bundestagsvizepräsident (seit 2005), letzter Vorsitzender der SPD der DDR (Juni bis September 1990), stellvertretender SPD-Vorsitzender (1990–2005)
- Wolfgang Tiefensee, Bundesministerium für Verkehr, Bau- und Wohnungswesen (2005–2009)
- Philipp Türmer, Juso-Bundesvorsitzender (seit 2023)
- Johanna Uekermann, Juso-Bundesvorsitzende (2013–2017)
- Günter Verheugen, Vizepräsident der EU-Kommission und Kommissar für Industrie und Unternehmen (2004–2010), zuvor Erweiterungskommissar (1999–2004)
- Norbert Walter-Borjans, Bundesvorsitzender gemeinsam mit Saskia Esken (2019–2021)
- Stephan Weil, Ministerpräsident von Niedersachsen (2013–2025)
- Thomas Westphal, Juso-Bundesvorsitzender (1993–1995), Oberbürgermeister von Dortmund (seit 2020)
- Barbara Vogel, Historikerin der Universität Hamburg (emeritiert)
- Sascha Vogt, Juso-Bundesvorsitzender (2010–2013)
- Karsten Voigt, Juso-Bundesvorsitzender (1969–1972), Mitglied des Bundestags (1976–1998)
- Heidemarie Wieczorek-Zeul, Bundesministerin für wirtschaftliche Zusammenarbeit und Entwicklung (1998–2009), Juso-Bundesvorsitzende (1974–1977)
- Brigitte Zypries, Bundesjustizministerin (2002–2009), Bundeswirtschaftsministerin (2017–2018)

## Weitere prominente sozialdemokratische Politiker der Vergangenheit (ausgeschlossen)
- Viktor Agartz, Wirtschaftswissenschaftler und Gewerkschafter, Leiter des Bizonen-Wirtschaftsamtes, Leiter des Wirtschafts-Wissenschaftlichen Instituts des DGB (1948–1955)
- Johannes Agnoli, deutscher Politikwissenschaftler italienischer Herkunft, theoretischer Vordenker der 68er-Studentenbewegung und der APO
- Klaus Uwe Benneter, Politiker, Juso-Bundesvorsitzender (1977), Generalsekretär der SPD (2004–2005), Justiziar der SPD-Bundestagsfraktion (2005–2009), Wiedereintritt 1983
- Christoph Butterwegge, Politikwissenschaftler, Engagement in der Friedensbewegung, Mitglied im Beirat von attac, Wiederaufnahme 1987, ausgetreten 2005
- Hugo Haase, Jurist, Politiker und Pazifist, SPD-Vorsitzender (1911–1916), USPD-Vorsitzender (1917–1919), stellvertretender Reichskanzler
- Karl-Heinz Hansen, Mitglied des Deutschen Bundestages (1969–1983), Gründer der Partei Demokratische Sozialisten
- Thilo Sarrazin, Finanzsenator im Berliner Senat (2002–2009) und von Mai 2009 bis zum 30. September 2010 Mitglied des Vorstands der Deutschen Bundesbank, Autor des umstrittenen Buchs Deutschland schafft sich ab
- Jürgen Seifert, Politikwissenschaftler und Bürgerrechtler, Mitherausgeber und Redakteur der Zeitschriften Kritische Justiz und vorgänge (1977–1997), Bundesvorsitzender der Humanistischen Union (1983–1987), Mitglied der Gemeinsamen Verfassungskommission und der G 10-Kommission des Deutschen Bundestages
- Detlev von Larcher, Mitglied des Deutschen Bundestages (1990–2002), Mitglied des Parteirates

## Weitere prominente sozialdemokratische Politiker der Vergangenheit (ausgetreten)
- Christoph Butterwegge, Politikwissenschaftler, Engagement in der Friedensbewegung, Mitglied im Wissenschaftlichen Beirat von attac, Ausschluss 1975 wegen Kritik der Politik Helmut Schmidts, Wiederaufnahme 1987, aufgrund der beschlossenen zweiten Großen Koalition Austritt 2005
- Wolfgang Clement, Ministerpräsident von Nordrhein-Westfalen (1998–2002), Bundesminister für Wirtschaft und Arbeit (2002–2005)
- Manfred Coppik, MdB (1972–1983), Gründer der Partei Demokratische Sozialisten, Wiedereintritt 1993, wegen der deutschen Beteiligung am Kosovokrieg 1999 erneuter Austritt, heute stv. Vorsitzender der Partei Die Linke in Hessen
- Diether Dehm, MdB, Bundesvorsitzender der Arbeitsgemeinschaft Selbständige in der SPD, wegen des Kosovokriegs Austritt im Jahr 1998, danach von 1998 bis 2024 Mitglied der Partei PDS/Die Linke
- Oskar Lafontaine, Ministerpräsident des Saarlandes (1985–1998), Bundesfinanzminister (1998–1999), SPD-Parteivorsitzender (1995–1999)
- Sergey Lagodinsky, Rechtsanwalt und Publizist, Sprecher des Arbeitskreises jüdischer Sozialdemokratinnen und Sozialdemokraten (2007–2011), Austritt 2011 aufgrund des fehlgeschlagenen Parteiausschlussverfahrens gegen Thilo Sarrazin
- Sigrid Leuschner, MdL (1994–2013), Mitglied des Bezirksvorstands Hannover, stellvertretende Vorsitzende des Unterbezirks Region Hannover, Vorstandsvorsitzende der Verbraucherzentrale Niedersachsen e. V.
- Ulrich Maurer, Jurist und Politiker, MdB (2005–2013), MdL (1980–2005), Vorsitzender der SPD-Fraktion im baden-württembergischen Landtag (1992–2001), Vorsitzender der SPD Baden-Württemberg (1987–1999), Austritt 2005 wegen der Agenda 2010, heute Mitglied der Partei Die Linke
- Günther Müller, Juso-Bundesvorsitzender (1963–1967), MdB (1965–1994), ab 1972 CSU
- Wolfgang Nešković, MdB (2005–2013), ehemaliger Richter am Bundesgerichtshof, Mitglied im Landesvorstand der SPD Schleswig-Holstein, Austritt 1994, seit 2005 parteilos
- Peter von Oertzen, niedersächsischer Kultusminister (1970–1974), Mitglied des Parteivorstands (1973–1993), Mitautor des Berliner Programms, Mitherausgeber der Spw – Zeitschrift für sozialistische Politik und Wirtschaft, Austritt 2005 wegen der Agenda 2010
- Norman Paech, MdB (2005–2009), Rechtswissenschaftler, Vorsitzender der Vereinigung Demokratischer Juristinnen und Juristen (1976–1985), Mitglied der Wissenschaftlichen Beiräte von attac, IALANA und IPPNW, Austritt 2001 wegen des Afghanistankriegs, heute Mitglied der Partei Die Linke
- Peter Schaar, Bundesbeauftragter für den Datenschutz und die Informationsfreiheit, jetzt Mitglied bei Bündnis 90/Die Grünen[5]
- Richard Schmid, Jurist, Widerstandskämpfer gegen den Nationalsozialismus, Generalstaatsanwalt des Landes Württemberg-Baden (1945–1953), Präsident des OLG Stuttgart (1953–1964), Austritt 1968 aus Protest gegen die Notstandsgesetze
- Jörg Tauss, Medienbeauftragter der SPD-Bundestagsfraktion (1998–2002)
- Fritz Vilmar, Mitglied der SPD-Grundwertekommission (1977–1984), Politikwissenschaftler, Mitglied im Wissenschaftlichen Beirat von attac, Austritt 2003 nach 52-jähriger Mitgliedschaft, weil die SPD zunehmend „kapitalhörig“ sei und einen „hochgradigen sozialen Substanzverlust“ zeige
- Gunter Weißgerber, Mitgründer der SDP in der DDR (1989), danach MdB (1990–2009), 2019 Austritt wegen des juristischen Vorgehens der SPD-eigenen Deutsche Druck- und Verlagsgesellschaft mbH (ddvg) gegen Tichys Einblick

## Weitere prominente sozialdemokratische Politiker der Vergangenheit (verstorben)
- Hans Apel, Bundesminister der Verteidigung (1978–1982), Bundesminister der Finanzen (1974–1978), Parlamentarischer Staatssekretär beim Bundesminister des Auswärtigen (1972–1974)
- Walter Arendt, MdB (1961–1980), Bundesminister a. D. (1969–1976), Mitglied des Parteivorstands (1968–1979), Mitglied des Präsidiums (1973–1979), stellvertretender Vorsitzender der SPD-Bundestagsfraktion (1976–1980), Vorsitzender der IG Bergbau und Energie (1964–1969)
- Fritz Baade, MdB (1949–1965), MdR (1930–1933), Teilnehmer des Verfassungskonvents auf Herrenchiemsee, Direktor des Kieler Instituts für Weltwirtschaft (1948–1961)
- Egon Bahr, MdB (1972–1990), Bundesminister für wirtschaftliche Zusammenarbeit (1974–1976), Bundesminister für besondere Aufgaben (1972–1974), Vordenker und „Architekt“ der Neuen Ostpolitik unter Bundeskanzler Willy Brandt, Mitglied der Palme-Kommission
- Gustav Bauer, Reichskanzler (1919/20)
- August Bebel (1840–1913), Begründer der deutschen Sozialdemokratie, SPD-Parteivorsitzender (1892–1913)
- Otto Bennemann, MdL (1947–1974), Innenminister von Niedersachsen (1959–1967), Oberbürgermeister von Braunschweig (1948–1952, 1954–1959), Mitglied im Internationalen Sozialistischen Kampfbund, Mitverfasser des Godesberger Programms
- Eduard Bernstein, MdR (1902–1907, 1912–1918, 1920–1928), bedeutender Theoretiker der Partei
- Werner Blumenberg (1900–1965), Widerstandskämpfer, Historiker
- Holger Börner (1931–2006), Ministerpräsident von Hessen (1976–1987)
- Wilhelm Bracke, MdR (1877–1879), Publizist und Verleger, Mitgründer der Sozialdemokratischen Arbeiterpartei (SDAP), erster Biograf von Karl Marx, Verleger des Braunschweiger Volksfreunds, eine der ältesten sozialdemokratischen Zeitungen
- Willy Brandt, Bundeskanzler (1969–1974), SPD-Bundesvorsitzender (1964–1987), Regierender Bürgermeister von (West-)Berlin (1957–1966), Bundesaußenminister (1966–1969), Präsident der Sozialistischen Internationale (1976–1992), Friedensnobelpreisträger
- Max Brauer, Erster Bürgermeister Hamburgs (1946–1953 und 1957–1960)
- Lily Braun (1865–1916), Schriftstellerin, Frauenrechtlerin, Journalistin
- Otto Braun, MdR (1920–1933), Ministerpräsident von Preußen (1921–1932)
- Otto Brenner, MdL (1951–1954), Gewerkschafter, Vorsitzender der IG Metall (1952–1972)
- Peter Corterier (1936–2017), Juso-Bundesvorsitzender (1967–1969), Staatsminister im Auswärtigen Amt (1981–1982)
- Arthur Crispien (1875–1946), SPD-Parteivorsitzender (1922–1933)
- Gustav Dahrendorf, MdR (1932–1933), Widerstandskämpfer gegen den Nationalsozialismus, Konsumgenossenschafter, Mitbegründer der Jungsozialisten
- Friedrich Ebert, Reichspräsident (1919–1925)
- Friedrich Puchta (1883–1945), Reichstagsabgeordneter und Widerstandskämpfer gegen den Nationalsozialismus.
- Friedrich Ebert junior, MdR (1928–1933), ab 1946 Mitglied der SED, (erster) Oberbürgermeister von Ost-Berlin (1948–1967), Mitglied der Volkskammer (1950–1979)
- Karl Ebert, Abgeordneter des Landtages von Württemberg-Baden (1946–1952) sowie des Landtages von Baden-Württemberg (1953–1964)
- Horst Ehmke, Bundesminister für Forschung und Technologie und Bundespostminister (1972–1974), Bundesminister für besondere Aufgaben und Kanzleramtschef (1969–1972), Bundesjustizminister (1969)
- Willi Eichler, MdB (1949–1953), Vorsitzender des Internationalen Sozialistischen Kampfbunds (1927–1945), Vorsitzender der Kommission zur Vorbereitung des Godesberger Programms
- Erhard Eppler, Bundesminister für wirtschaftliche Zusammenarbeit (1968–1974)
- Fritz Erler, MdB (1949–1967), Vorsitzender der SPD-Bundestagsfraktion (1964–1967)
- Bernd Faulenbach, (1943–2024), Historiker, Vorsitzender Gegen Vergessen – Für Demokratie
- Josef Felder, letzter lebender SPD-Reichstagsabgeordneter († 2000)
- Alwin Gerisch (1857–1922), SPD-Parteivorsitzender (1890–1892)
- Peter Glotz, MdB (1972–1977 und 1983–1996), Bundesgeschäftsführer (1981–1987)
- Helga Grebing, Historikerin, Forscherin der deutschen Arbeiterbewegung, Mitglied der Historischen Kommission beim SPD-Parteivorstand, Mitglied der Grundwertekommission
- Otto Grotewohl, MdR (1925–1933), MdL (1920–1930), Vorsitzender des Zentralausschusses der SPD (1945–1946), ab 1946 Mitglied der SED, Ministerpräsident der DDR (1949–1964)
- Werner Hackmann (1947–2007), Senator in Hamburg und Sportfunktionär
- Rudolf Hartung (1948–2020), Juso-Bundesvorsitzender (1982–1984)
- Gustav Heinemann, Bundespräsident (1969–1974), Bundesminister der Justiz (1966–1969)
- Hermann Heller, Gründungsmitglied der Vereinigung der Deutschen Staatsrechtslehrer, Mitglied des Hofgeismarer Kreises, prägte den Begriff des „sozialen Rechtsstaats“ (vgl. Art. 28 Abs. 1 Satz 1 GG)
- Günter Hellwing, MdL (1957–1958, 1961–1962), ab 1958 Mitglied des Landes- und Bundesvorstandes, Leiter der Gestapo in Marseille (1943–1944), Mitglied von SS und SD
- Regine Hildebrandt, Ministerin in der DDR-Regierung (1990) und Landesregierung Brandenburg (1990–1999)
- Rudolf Hilferding, Begründer der Stamokaptheorie, Chefredakteur des Vorwärts (1910–1915), MdR (1924–1933), Reichsfinanzminister (1923, 1928/1929)
- Wilhelm Hoegner, bayerischer Ministerpräsident (1945–1946, 1954–1957)
- Heinrich Jasper, MdL (1919–1933), Ministerpräsident des Freistaats Braunschweig (1919/1920, 1922–1924, 1927–1930), Mitglied der Weimarer Nationalversammlung
- Wilhelm Kaisen, Bürgermeister der Freien Hansestadt Bremen (1945–1965)
- Fred Gebhardt (1928–2000), MdL in Hessen (1974–1987), SPD-Mitglied (1945–1998), Alterspräsident des Deutschen Bundestages in der 14. Legislaturperiode.
- Karl Kautsky, bedeutender Theoretiker der Partei, Gründer und Herausgeber der Zeitschrift Die Neue Zeit, Mitautor des Heidelberger Programms
- Johanna Kirchner (1889–1944), SPD-Sekretärin und Widerstandskämpferin
- Hans-Ulrich Klose, Vorsitzender der SPD-Bundestagsfraktion (1991–1994), Bundestagsvizepräsident (1994–1998), Erster Bürgermeister der Stadt Hamburg (1974–1981)
- Hans Koschnick, MdB (1987–1994), Bürgermeister von Bremen (1965–1985)
- Alfred Kubel, MdL (1946–1976), Ministerpräsident von Niedersachsen (1970–1976), Landesminister (1946–1955, 1957–1970), Ministerpräsident des Freistaats Braunschweig (1946), Mitglied im Internationalen Sozialistischen Kampfbund
- Heinz Kühn, MdB (1953–1963), MdL (1948–1954, 1962–1978), Ministerpräsident von Nordrhein-Westfalen (1966–1978)
- Otto Landsberg, Jurist, MdR (1912–1918, 1924–1933), Mitglied im Rat der Volksbeauftragten, Reichsjustizminister (1919)
- Lauritz Lauritzen, Jurist, MdB (1969–1980), Bundesminister (1966–1974), Oberbürgermeister von Kassel (1954–1963)
- Georg Leber, Gewerkschaftsführer, Bundesminister (1966–1978), Bundestagsvizepräsident (1979–1983)
- Annedore Leber (1904–1968), Widerstandskämpferin, Politikerin, Publizistin
- Julius Leber (1891–1945), MdR (1924–1933), Widerstandskämpfer gegen den Nationalsozialismus
- Willi Lemke (1946–2024), Geschäftsführer des SV Werder Bremen und Bremer Bildungssenator
- Wilhelm Leuschner, Widerstandskämpfer gegen den Nationalsozialismus
- Paul Levi, Jurist, MdR (1920–1930), Mitbegründer sowie Vorsitzender (1919–1921) der KPD, nach seinem Ausschluss 1922 Angehöriger des marxistischen Flügels der SPD
- Karl Liebknecht, Jurist, MdR (1912–1916), Mitbegründer der KPD
- Wilhelm Liebknecht, radikaldemokratischer Revolutionär, Mitbegründer der SVP (1866) sowie der SDAP (1869), Begründer und Chefredakteur (1878–1900) des Vorwärts
- Paul Löbe, MdR (1920–1933), MdB (1949–1953), Reichstagspräsident (1920–1924, 1925–1932), Mitglied im Parlamentarischen Rat
- Rosa Luxemburg, bedeutende Theoretikerin, innerparteiliche Gegnerin von Bernstein im Revisionismusstreit, Mitbegründerin der KPD
- Hans Matthöfer, MdB (1961–1987), Bundesminister (1974–1982), Schatzmeister der SPD (1985–1987), Vorstandsvorsitzender der Gewerkschaftsholding BGAG (1987–1997)
- Carlo Mierendorff, MdR (1930–1933), Widerstandskämpfer gegen den Nationalsozialismus
- Hermann Müller, Reichskanzler (1920, 1928–1930), Vorsitzender der SPD-Reichstagsfraktion (1920–1928)
- Fritz Naphtali, Wirtschaftsjournalist, Gewerkschafter, prägte den Begriff der Wirtschaftsdemokratie, nach der Emigration nach Israel dort Minister (1951–1959)
- Franz Neumann, MdB (1949–1969), Vorsitzender der Berliner SPD (1946–1958), Vorsitzender der Arbeiterwohlfahrt (1970–1974)
- Paul Nevermann, Jurist, Erster Bürgermeister der Hansestadt Hamburg (1961–1965), Präsident des Deutschen Mieterbundes (1967–1979)
- Erik Nölting, MdB (1949–1953), MdL (1928–1933, 1946–1953), Wirtschaftsminister des Landes Nordrhein-Westfalen (1946–1950)
- Gustav Noske, Reichswehrminister (1919/20), verantwortete die Niederschlagung des Spartakusaufstands sowie der Berliner Märzkämpfe, Oberpräsident der Provinz Hannover (1920–1933)
- Erich Ollenhauer, MdB (1949–1963), Vorsitzender der SPD und der SPD-Bundestagsfraktion (1952–1963)
- Thomas Oppermann (1954–2020), Vorsitzender der SPD-Bundestagsfraktion (2013–2017), Vizepräsident des Deutschen Bundestages (2017–2020)
- Anton Pannekoek, niederländischer Astronom und Rätekommunist
- Willi Piecyk (1948–2008), Juso-Bundesvorsitzender (1980–1982), SPD-Landesvorsitzender in Schleswig-Holstein (1991–1999)
- Gustav Radbruch, Jurist, bedeutender Rechtsphilosoph (Radbruchsche Formel), MdR (1920–1924), Reichsjustizminister (1921/1922, 1923)
- Johannes Rau, Bundespräsident (1999–2004), Ministerpräsident von Nordrhein-Westfalen (1978–1998), Mitglied im SPD-Parteivorstand, Vorsitzender der NRWSPD (1977–1998)
- Ernst Reuter (1889–1953), KPD-Funktionär (1919–1922), nach Ausschluss aus der KPD 1922 wieder SPD-Mitglied, Widerstandskämpfer, Regierender Bürgermeister in Berlin (1948–1953)
- Annemarie Renger, MdB (1953–1990), Bundestagspräsidentin (1972–1976)
- Wolfgang Roth (1941–2021), Juso-Bundesvorsitzender (1972–1974)
- Eva Rühmkorf, Landesministerin in Schleswig-Holstein (1988–1992)
- Philipp Scheidemann, MdR (1903–1933), Ministerpräsident des Deutschen Reiches (1919), Mitglied im Parteivorstand (1911–1918), Oberbürgermeister von Kassel (1919–1925)
- Hermann Scheer, MdB (1980–2010) und Mitglied des SPD-Parteivorstands (1993–2009), bedeutender Umweltpolitiker der Partei
- Karl Schiller, MdB (1965–1972), Bundesminister (1966–1972)
- Marie Schlei, MdB (1969–1981), Bundesministerin (1976–1978)
- Carlo Schmid, Mitglied im Parlamentarischen Rat (1948/49), MdB (1949–1972), Bundesminister (1966–1969), Bundestagsvizepräsident (1949–1966, 1969–1972), Mitglied im Parteivorstand (1947–1970), Mitglied des Präsidiums (1958–1970)
- Helmut Schmidt, Bundeskanzler (1974–1982), Bundesminister (1969–1974), Vorsitzender der Bundestagsfraktion (1966–1969)
- Louise Schroeder, MdR (1920–1933), MdB (1949–1957), Berliner Oberbürgermeisterin (1947/48)
- Kurt Schumacher, MdR (1930–1933), MdB (1949–1952), Parteivorsitzender (1946–1952), Vorsitzender der SPD-Bundestagsfraktion (1949–1952)
- Carl Severing, preußischer Innenminister (1920–1926, 1930–1932), Reichsinnenminister (1928–1930)
- Heide Simonis, Ministerpräsidentin von Schleswig-Holstein (1993–2005)
- Paul Singer (1844–1911), SPD-Parteivorsitzender (1890–1911)
- Hugo Sinzheimer, Rechtsanwalt, Vater des Arbeitsrechts in Deutschland, Mitglied in der verfassunggebenden Weimarer Nationalversammlung
- Samuel Spier, Mitbegründer der Sozialdemokratischen Arbeiterpartei, Mitverfasser des Eisenacher Programms
- Jochen Steffen, MdL (1958–1977) und 1965 zum Vorsitzenden der SPD in Schleswig-Holstein gewählt. Steffen war auch bekannt für seine unter dem Alias Kuddl Schnööf vorgetragenen kabarettistischen Monologe.
- Manfred Stolpe, Ministerpräsident von Brandenburg (1990–2002), Bundesminister für Verkehr, Bau- und Wohnungswesen (2002–2005)
- Käte Strobel, MdB (1949–1972), Bundesministerin (1966–1972), Mitglied im Parteivorstand (1958–1971)
- Peter Struck, Fraktionsvorsitzender der SPD-Bundestagsfraktion (1998–2002, 2005–2009), Bundesminister der Verteidigung (2002–2005)
- Otto Suhr, Präsident des Berliner Abgeordnetenhauses (1951–1954), Regierender Bürgermeister von Berlin (1955–1957)
- Hans Vogel (1881–1945), SPD-Parteivorsitzender (ab 1931)
- Hans-Jochen Vogel, SPD-Parteivorsitzender (1987–1991), Vorsitzender der SPD-Bundestagsfraktion (1983–1991)
- Rudolf Wassermann, Jurist, Präsident des OLG Braunschweig (1971–1990), Präsident des Niedersächsischen Landesjustizprüfungsamtes (1976–1990), Mitglied des Niedersächsischen Staatsgerichtshofs (1977–2000), Bundesvorsitzender der AsJ (1974–1980)
- Herbert Wehner, MdB (1949–1983), Bundesminister (1966–1969), Vorsitzender der SPD-Bundestagsfraktion (1969–1983)
- Otto Wels (1873–1939), MdR (1912–1933), ab 1919 Parteivorsitzender, Widerstandskämpfer
- Hans-Jürgen Wischnewski, MdB (1957–1990), Bundesminister (1966–1968), SPD-Bundesgeschäftsführer (1968–1972), Bundesvorsitzender der Jusos (1959–1961)
- Clara Zetkin, Friedensaktivistin und Frauenrechtlerin, MdR (1920–1933), Initiatorin des Internationalen Frauentages, Frauensekretärin im Zentralen Parteivorstand der SPD (bis 1917), Chefredakteurin der Zeitschrift Die Gleichheit (1892–1917), ab 1917 Mitglied der USPD, danach der KPD
- Luise Zietz, MdR (1920–1922), Frauenrechtlerin, Mitglied im SPD-Parteivorstand (1908–1917), galt als „weiblicher Bebel“, Gründungsmitglied der USPD
- Georg-August Zinn, Mitglied im Parlamentarischen Rat (1948/1949), hessischer Ministerpräsident (1950–1969), Vorsitzender der SPD Hessen (1947–1969)

## Sozialdemokratische Kanzlerkandidaten seit 1949
- 1949: Kurt Schumacher
- 1953: Erich Ollenhauer
- 1957: Erich Ollenhauer
- 1961: Willy Brandt
- 1965: Willy Brandt
- 1969: Willy Brandt
- 1972: Willy Brandt
- 1976: Helmut Schmidt
- 1980: Helmut Schmidt
- 1983: Hans-Jochen Vogel
- 1987: Johannes Rau
- 1990: Oskar Lafontaine
- 1994: Rudolf Scharping
- 1998: Gerhard Schröder
- 2002: Gerhard Schröder
- 2005: Gerhard Schröder
- 2009: Frank-Walter Steinmeier
- 2013: Peer Steinbrück
- 2017: Martin Schulz
- 2021: Olaf Scholz
- 2025: Olaf Scholz

## Prominente Mitglieder außerhalb der Politik
- Wolfgang Abendroth, Rechtswissenschaftler und Politologe, Mitglied des Staatsgerichtshofs des Landes Bremen und des Staatsgerichtshofs des Landes Hessen (ausgeschlossen)
- Ingo Appelt,[6] Komiker
- Dietmar Arnold, Autor
- Jakob Augstein, Journalist, Publizist, Kolumnist, Verleger und Schriftsteller
- Thomas Bäppler-Wolf, Schauspieler (ausgetreten)
- Karl Barth, Theologe, Begründer der dialektischen Theologie (verstorben)
- Fritz Bauer, Richter und Staatsanwalt, spielte eine maßgebliche Rolle beim Zustandekommen der Frankfurter Auschwitzprozesse, Gründer der Bürgerrechtsorganisation Humanistische Union (verstorben)
- Robert Becker, Publizist (ausgetreten)
- Wilhelm Bender, ehemaliger Vorstandsvorsitzender der Fraport AG und ehemaliger Aufsichtsratsvorsitzender von Eintracht Frankfurt
- Heinrich Bedford-Strohm, Landesbischof der Evangelisch-Lutherischen Kirche in Bayern und ehem. Ratsvorsitzender der Evangelischen Kirche in Deutschland
- Verena Bentele, Biathletin, Skilangläuferin, vierfache WM- und zwölffache Paralympics-Siegerin
- Klaus von Beyme, Politikwissenschaftler (verstorben)
- Reinhard Birkenstock, Strafverteidiger (verstorben)
- Regina Birner, Agrarwissenschaftlerin
- Jan Böhmermann, Komiker (ausgetreten)
- Peter Brandt, Historiker
- Manfred Breuckmann, Sportkommentator
- Wibke Bruhns, Journalistin und Autorin (verstorben)
- Walter Christaller, Geograph (verstorben)
- Felix Dachsel, Journalist
- Franz Josef Degenhardt, Jurist, Rechtsanwalt, Liedermacher und Schriftsteller, Engagement in der Friedensbewegung (ausgeschlossen)
- Drafi Deutscher, Sänger, Komponist und Musikproduzent (verstorben)
- Inge Deutschkron,[7] Journalistin und Überlebende der Shoa (verstorben)
- Jürgen Domian, Moderator
- Horst Dreier,[8] Jurist und Rechtsphilosoph, ehemaliges Mitglied des nationalen Ethikrates
- Georg Eckert, Pädagoge, Historiker und Ethnologe, Widerstandskämpfer gegen den Nationalsozialismus, Herausgeber des Archivs für Sozialgeschichte (1961–1969), Präsident der Deutschen UNESCO-Kommission (1964–1974)
- Alfred Edel, Schauspieler (verstorben)
- Hans Fallada, Schriftsteller (verstorben)
- Lars Feld, Wirtschaftswissenschaftler (ausgetreten)
- Ottfried Fischer, Schauspieler
- Andreas Fischer-Lescano, Rechtswissenschaftler, Gründungsmitglied der politischen Denkfabrik Institut Solidarische Moderne, Mitherausgeber der Vierteljahresschrift Kritische Justiz (ausgetreten)
- Ossip K. Flechtheim, Politikwissenschaftler, Gründungsmitglied und Vizepräsident der Internationalen Liga für Menschenrechte, Mitglied im Kuratorium der Deutschen Gesellschaft für Friedens- und Konfliktforschung (ausgeschlossen)
- Ernst Fraenkel, Rechtsanwalt der sozialistischen Arbeiterbewegung, Syndikus des Deutschen Metallarbeiter-Verbands, Politikwissenschaftler, Vater der Pluralismustheorie in Deutschland, Autor der NS-Studie Der Doppelstaat (verstorben)
- Astrid M. Fünderich, Schauspielerin
- Rolf Fuhrmann, Sportjournalist
- Wolfgang Gessenharter, Politikwissenschaftler
- Günter Grass, Schriftsteller und Nobelpreisträger (1992 ausgetreten)
- Manfred Güllner, Gründer und Geschäftsführer des Forsa-Instituts
- Fritz Hartnagel, Richter und Friedensaktivist, Verlobter von Sophie Scholl (verstorben)
- Hans-Joachim Heist, Schauspieler
- Werner Henneberger, Architekt, Gildenleitung der Gilde freiheitlicher Bücherfreunde (1904–1977)
- Wilhelm Heitmeyer, Erziehungswissenschaftler, ehem. Direktor des Instituts für interdisziplinäre Konflikt- und Gewaltforschung, prägte den Begriff der gruppenbezogenen Menschenfeindlichkeit (ausgetreten)
- Detlef Hensche, Jurist, Gewerkschafter, Vorsitzender der IG Medien (1992–2001), Mitherausgeber der Blätter für deutsche und internationale Politik, Mitglied im Wissenschaftlichen Beirat von attac (ausgetreten)
- Horst Herold,[9] Präsident des Bundeskriminalamtes (verstorben)
- Reiner Hoffmann, ehemaliger DGB-Vorsitzender[10]
- Lutz van der Horst, Comedy-Autor, Komiker und Fernsehmoderator (ausgetreten)
- Uwe Hück, Porsche-Betriebsratsvorsitzender (ausgetreten 2020)
- Jörg Immendorff, Künstler
- Hans Jessen, Journalist (ausgetreten)
- Wolfgang Joecks, Strafrechtler mit Schwerpunkt Wirtschafts- und Steuerstrafrecht, Richter am Landesverfassungsgericht Mecklenburg-Vorpommern (2008–2016) (verstorben)
- Gesche Joost, Designforscherin
- Marie Juchacz, MdR (1920–1933), Frauenrechtlerin, Gründerin der Arbeiterwohlfahrt (verstorben)
- Adalbert Bela Kaba-Klein (1895–1962), ungarischer jüdischer Investor des Kurhauses Binz (Insel Rügen) (verstorben)
- Roland Kaiser, Schlagersänger
- Ernes Erko Kalac, Integrationsbotschafter des DOSB
- Bertha Kipfmüller, Lehrerin, Frauenrechtlerin, Pazifistin und Privatgelehrte (verstorben)
- Otto Kirchheimer, Staats- und Verfassungsrechtler, Professor für Politikwissenschaft an der Columbia University (1960–1965)
- Arno Klönne, Soziologe und Politikwissenschaftler, Mitherausgeber der Zeitschrift Ossietzky (ausgetreten)
- Dennie Klose, Fernsehmoderator und Comedian
- Kai-Oliver Knops, Rechtswissenschaftler
- Günther Koch, Hörfunkreporter
- Rainer Koch, Fußballfunktionär
- Annette Kuhn, Historikerin der Universität Bonn, Frauen- und Friedensforscherin (verstorben)
- Jürgen Kühling, Richter des Bundesverfassungsgerichts (1989–2001), Richter am Bundesverwaltungsgericht (1979–1989)
- Leonard Lansink, Schauspieler
- Jutta Limbach, Präsidentin des Bundesverfassungsgerichts (1994–2002)
- Akilnathan Logeswaran, Aktivist
- Wolf von Lojewski, Journalist
- Oskar Mahler, Künstler, Schauspieler und Autor
- Max Mannheimer,[11] Vizepräsident des Internationalen Dachau-Komitees, Überlebender der Shoa
- Herbert Marcuse, deutsch-amerikanischer Philosoph und Soziologe, Vertreter der Kritischen Theorie und Mitglied am Institut für Sozialforschung, Austritt 1919 nach der Ermordung von Rosa Luxemburg und Karl Liebknecht (ausgetreten)
- Thomas Meyer, Politikwissenschaftler
- Thilo Mischke, Journalist, Autor und Fernsehmoderator
- Hans Mommsen, Historiker (verstorben)
- Wolf-Dieter Narr, Politikwissenschaftler, Mitgründer des Komitees für Grundrechte und Demokratie, Mitherausgeber der Fachzeitschrift Bürgerrechte & Polizei/CILIP (ausgetreten)
- Bernd Neuendorf, Präsident des DFB
- Franz L. Neumann, Rechtsanwalt, Politikwissenschaftler, Autor von Behemoth, einem Standardwerk über die Herrschaftsverfassung des Nationalsozialismus
- Otto Nerz, erster Reichstrainer des Deutschen Fußball-Bundes (ausgetreten)
- Christian Nürnberger, Publizist
- Gerhard Olschewski, Schauspieler
- Özgür Özata, Schauspieler
- Sophie Passmann, Autorin und Moderatorin[12]
- Jürgen Peters, ehemaliger Vorsitzender der IG Metall
- Fritz Pleitgen, Journalist und ehemaliger WDR-Intendant
- Jobst Plog, Jurist und ehemaliger NDR-Intendant
- Anne Rabe, Dramatikerin
- Reinhard Rauball, Fußballfunktionär
- Edzard Reuter, Manager, Vorstandsvorsitzender der Daimler-Benz AG (verstorben)
- Lea Rosh, Fernsehjournalistin und Publizistin
- Harry Rowohlt, Schriftsteller und Schauspieler (verstorben)
- Katharina Saalfrank, Diplom-Pädagogin, bekannt durch das RTL-Coaching-Format Die Super Nanny, Kolumnistin
- Natascha Sagorski, Autorin
- Amardeo Sarma, deutsch-indischer Funktionär der Skeptikerbewegung
- Rainer Sass, Moderator und Fernsehkoch
- Sylvia Schenk, ehemalige Leichtathletin, Juristin, ehemalige Präsidentin des Bundes Deutscher Radfahrer, ehemalige Vorsitzende von Transparency International Deutschland
- Clemens Schick, Schauspieler und Regisseur
- Helmut Schirrmacher, Bundesvorsitzender der Gewerkschaft der Polizei (1975–1981)
- Bernhard Schlink, Schriftsteller und Jurist
- Horst Schmidt-Böcking, Physiker
- Sebastian Schwarz, Schauspieler
- Kurt Schwitters, Schriftsteller, Künstler und Vertreter des Dadaismus (verstorben)
- Franz-Josef Sehr, Kaufmann und Feuerwehrfunktionär
- Florian Simbeck, Schauspieler, Comedian, Teil des Duos Erkan und Stefan
- Rudi Sölch, Medienmanager (verstorben)
- Michael Sommer, ehemaliger DGB-Vorsitzender
- Klaus Staeck,[13] Präsident der Berliner Akademie der Künste
- Erwin Staudt, ehemaliger Vorsitzender der Geschäftsführung von IBM Deutschland und Präsident des VfB Stuttgart
- Barbara Stolterfoht, Vorsitzende des DPWV
- Richard Stöss, Politikwissenschaftler, Parteienforscher
- Johano Strasser, Schriftsteller
- Sebastian Ströbel, Schauspieler
- Klaus Toppmöller, Fußballtrainer
- Ferdinand Tönnies, Soziologe, Nationalökonom und Philosoph (verstorben)
- Thilo von Trotha, Jurist und Redenschreiber
- Ernst Uhrlau, ehemaliger Präsident des Bundesnachrichtendienstes
- Frank Ullrich, ehemaliger Biathlet und ehemaliger Bundestrainer der deutschen Herren-Nationalmannschaft im Biathlon[14]
- Moritz von Uslar, Schriftsteller und Journalist
- Wolfgang Völz, Schauspieler und Synchronsprecher (verstorben)
- Christian Vorländer, Fernsehanwalt
- Tonio Walter, Universitätsprofessor, Strafrechtler (ausgetreten)
- Gregor Weber, Schauspieler und Tatort-Kommissar
- Uwe Wesel, Rechtswissenschaftler, Mitarbeiter der ZEIT, der Kritischen Justiz und des Kursbuches, (ausgeschlossen, Wiedereintritt 2008; verstorben)
- Heinrich August Winkler, Historiker
- Frieder Otto Wolf, Philosoph, Präsident des Humanistischen Verbands Deutschlands (HVD) (ausgetreten)
- Juli Zeh, Schriftstellerin und Juristin